# Maria Isaura Pereira de Queiróz
Maria Isaura Pereira de Queiróz (São Paulo, 26 de agosto de 1918 – 29 de diciembre de 2018) fue una socióloga brasileña. Como escritora, recibió el Premio Jabuti de Literatura de 1967. Reconocida nacional e internacionalmente por sus trabajos en Ciencias Sociales, y fue profesora de la Universidad de São Paulo.

## Biografía
Nacida en São Paulo en 1918, era hija de Maria Moraes Barros Pereira de Queiroz y de Manoel Elpídio Pereira de Queiroz. Maria era sobrina de la primera diputada federal de la historia de Brasil, elegida en 1934, Carlota Pereira de Queiroz. Animada desde pequeña a estudiar, sus padres la animaron a seguir la carrera docente.
Asistió a la Escola Normal Caetano de Campos. Posteriormente comenzó la carrera de Ciencias Sociales en la Facultad de Filosofía, Ciencias y Letras de la Universidad de São Paulo en marzo de 1946. Obtuvo su licenciatura en 1949, diplomándose en Estudios avanzados en sociología, antropología y en política por la misma Universidad, en 1951. Hizo el doctorado en sociología en la École pratique des hautes études Section VI (1959), con una tesis titulada: La Guerre Sainte au Brésil: le Mouvement Messianique du Contestado, (La guerra santa en Brasil: el movimiento mesiánico de Contestado) bajo la dirección de Roger Bastide, en 1960.
La tesis fue publicada por la «Universidad de São Paulo», Brasil, con el título: Le Messianisme au Brésil et dans au Monde en 1963.
Fue profesora titular del «Centro de Estudos Rurais e Urbanos» que ella fundó y fue asimismo profesora emérita de la «Universidad de São Paulo».
Pereira de Queiróz hablaba los siguientes idiomas: castellano, francés, inglés, italiano. Murió en diciembre de 2018 a la edad de 100 años. Está enterrada en el Cementerio de la Consolación.

## Distinciones y premios
- 1957: XI Concurso Mário de Andrade de Monografías Sobre Folclore, Departamento de Cultura del Municipio de São Paulo[5]
- 1967: Premio Jabuti - Mejor Obra de Ciencias Sociales, Cámara Brasileña del Libro[6]
- 1990: Profesora Emérita de la Universidad de São Paulo
- 1997: Premio Almirante Álavaro Alberto para Ciência e Tecnologia - Científica del Año, Centro Nacional de Desarrollo Científico y Tecnológico - Ministerio de Ciencia y Tecnología[7]
- 1999: Premio Multicultural Estadão, O Estado de São Paulo

## Algunas publicaciones

### Libros
- con Roger Bastide: «ensaios e pesquisa» São paulo: centro de estudos rurais e urbanos, textos, n 5, 1994
- Li cangaceiros: i banditi d'onore Napoli: Liguori ed, 1993
- «O imaginário em terra conquistada» São Paulo: centro de estudos rurais e urbanos, 1993 V 4 146 p
- Carnaval brasileiro: o vivido e o mito São Paulo:  brasiliense, 1992
- Os cangaceiros: la epopeya bandolera del nordeste del brasil Bogotá: El Áncora, 304 pp. ISBN 958-9012-75-2 1992
- Carnaval brésilien : le vécu et le mythe Paris: Gallimard Ed, 1992
- Variações sobre a técnica de gravador no registro da informação viva São Paulo: ceru/fflch/usp (colección textos, 4), 1983
- con Roger Bastide : uma antologia São Paulo: ed Ática, 1983
- História do cangaço São Paulo: ed Global, 1982
- Cultura, sociedade rural e sociedade urbana no brasil Río de Janeiro: livros técnicos e científicos/edusp, 1978
- Cultura, sociedade rural e sociedade urbana São Paulo: livros técnicos e ciêntíficos/edusp, 1978
- Os cangaceiros São Paulo: duas cidades, 1977
- Bairros rurais paulistas (dinâmica das relações bairro rural/cidade) São paulo: duas cidades, 1973
- O campesinato brasileiro (ensaios sobre civilização e grupos rústicos no brasil) Petrópolis: vozes, 1973
- Reform and revolution in tradicionnal societies New York: harper and row, 1971
- Images messianiques du brésil Ciudad de México: ed Cidoc-sondeos, 1971
- O mandonismo local na vida política do brasil São paulo: institutos de estudos brasileiros/usp, 1970
- Riforma e rivoluzione nelle societá tradizionale Milão: edizione jaca book, 1970
- Réforme et révolution dans les sociétés traditionnelles Paris: ed Anthropos, 1969
- Los movimentos mesiánicos Ciudad de México: siglo veintiuno editores, 1969
- Os cangaceiros: les bandits d'honneur brésilliens Paris: ed Julliard, 1968
- O messiamismo no brasil e no mundo São Paulo: dominus/edusp, 1965
- La guerre sainte au brésil: le mouvemente messianique du contestado São Paulo: Faculdade de filosofia, ciências e letras - usp, 1957